# Club Atlético Chacarita Juniors 2018-2019
Questa voce raccoglie le informazioni riguardanti il Chacarita Juniors nelle competizioni ufficiali della stagione 2018-2019.

## Maglie e sponsor
Il fornitore tecnico per la stagione 2018-2019 è Kelme, mentre lo sponsor ufficiale è La Nueva Seguros.
| 1ª divisa | 2ª divisa |

## Organigramma societario
Come riportato nel sito ufficiale:
Commissione direttiva
- Presidente: Horacio Ismael Fernández
- Primo vice presidente: Javier Miguel Tizado
- Secondo vice presidente: Juan Pablo Jahn
- Segretario: Leonardo García
- Vice segretario: Gabriel Gerosevich
- Tesoriere: Gustavo Romero
- Vice tesoriere: Matías Pereira
- Vice segretario generale: Carlo Aguas
- Sindaco: Pedro Orgambide

Area tecnica
- Allenatore: Patricio Pisano
- Allenatore dei portieri: ...

Area sanitaria
- Medici: ...
- Fisioterapisti: ...
- Psicologo: ...
- Massaggiatori: ...
- Collaboratori: ...

## Rosa
Aggiornata al 25 febbraio 2019.
| N. |                      | Ruolo | Calciatore           |
| -- | -------------------- | ----- | -------------------- |
| -  | Argentina (bandiera) | P     | Lucas Bruera         |
| -  | Argentina (bandiera) | P     | Emanuel Trípodi      |
| -  | Argentina (bandiera) | A     | Nicolás Chávez       |
| -  | Argentina (bandiera) | D     | Gian Croci           |
| -  | Argentina (bandiera) | D     | Juan González        |
| -  | Argentina (bandiera) | C     | Yair González        |
| -  | Argentina (bandiera) | C     | Joaquín Ibáñez       |
| -  | Argentina (bandiera) | D     | Gabriel Lazarte      |
| -  | Argentina (bandiera) | C     | Agustín Módula       |
| -  | Argentina (bandiera) | D     | Nehuén Montoya       |
| -  | Argentina (bandiera) | D     | Brian Ortíz          |
| -  | Argentina (bandiera) | D     | Germán Ré (capitano) |

| N. |                      | Ruolo | Calciatore        |
| -- | -------------------- | ----- | ----------------- |
| -  | Argentina (bandiera) | C     | Diego Rivero      |
| -  | Argentina (bandiera) | D     | Alan Robledo      |
| -  | Argentina (bandiera) | C     | Matías Sánchez    |
| -  | Argentina (bandiera) | D     | Gonzalo Soto      |
| -  | Argentina (bandiera) | C     | Federico Vismara  |
| -  | Argentina (bandiera) | A     | Elías Alderete    |
| -  | Argentina (bandiera) | A     | Juan Álvarez      |
| -  | Argentina (bandiera) | A     | Wilson Gómez      |
| -  | Argentina (bandiera) | A     | Gonzalo Groba     |
| -  | Argentina (bandiera) | A     | Ramón Lentini     |
| -  | Argentina (bandiera) | A     | Lucas Lezcano     |
| -  | Argentina (bandiera) | A     | Ariel David López |

## Calciomercato
Aggiornato al 31 gennaio 2019.

### Sessione estiva
| Acquisti | Acquisti            | Acquisti           | Acquisti      |
| R.       | Nome                | da                 | Modalità      |
| -------- | ------------------- | ------------------ | ------------- |
| D        | Nicolás Álvarez     | Los Andes          | libero        |
| D        | Rodrigo Ayala       | Estudiantes (LP)   | libero        |
| A        | Ramón Lentini       | Olimpo             | libero        |
| P        | Lucas Bruera        | Estudiantes (LP)   | libero        |
| D        | Gastón Martínez     | Alvarado           | libero        |
| A        | Wilson Gómez        | San Carlos         | definitivo    |
| C        | Leonardo Baima      | Dugopolje          | definitivo    |
| C        | Martín Lucero       | Colegiales         | prestito      |
| C        | Francisco Vazzoler  | Def. de Belgrano   | definitivo    |
| D        | Gonzalo Soto        | Téc. Universitario | definitivo    |
| C        | Diego Rivero        |                    | definitivo    |
| D        | Maximiliano Paredes | Deportivo Morón    | fine prestito |
| C        | Matías Nizzo        | Instituto (C)      | fine prestito |
| D        | Franco Racca        | Deportivo Morón    | fine prestito |
| A        | Facundo Melivlo     | Deportivo Cuenca   | fine prestito |
| C        | Matías Sánchez      | Lanús              | fine prestito |
| D        | Brian Ortíz         | Dock Sud           | fine prestito |

| Cessioni | Cessioni            | Cessioni              | Cessioni              |
| R.       | Nome                | a                     | Modalità              |
| -------- | ------------------- | --------------------- | --------------------- |
| C        | Matías Rodríguez    | Ferencváros           | definitivo (385000 €) |
| D        | Federico Rosso      | Agropecuario          | libero                |
| A        | Emmanuel Martínez   | Deportivo Cuenca      | libero                |
| A        | Juan Imbert         | Quilmes               | libero                |
| A        | Facundo Rodríguez   | Boston River          | libero                |
| C        | Miguel Mellado      | OFI Creta             | prestito (30.6.2019)  |
| A        | Mauro Matos         | Atl. Tucumán          | libero                |
| D        | Franco Racca        | Deportivo Morón       | definitivo            |
| C        | Matías Nizzo        | Deportivo Morón       | definitivo            |
| A        | Facundo Melivlo     | Central Córdoba (SdE) | prestito (30.6.2019)  |
| D        | Maximiliano Paredes | Deportivo Morón       | definitivo            |
| C        | Alejandro Gagliardi | Monarcas Morelia      | fine prestito         |
| D        | Hernán Petryk       | Peñarol               | fine prestito         |
| D        | Lautaro Montoya     | San Lorenzo           | fine prestito         |
| C        | Mauro González      | Boca Juniors          | fine prestito         |
| A        | Ijiel Protti        | Rosario Central       | fine prestito         |

### Sessione invernale
| Acquisti | Acquisti        | Acquisti     | Acquisti   |
| R.       | Nome            | da           | Modalità   |
| -------- | --------------- | ------------ | ---------- |
| P        | Emanuel Tripodi | Agropecuario | definitivo |

| Cessioni | Cessioni           | Cessioni       | Cessioni   |
| R.       | Nome               | a              | Modalità   |
| -------- | ------------------ | -------------- | ---------- |
| C        | Nahuel Menéndez    | San Martín (T) | libero     |
| P        | Pedro Fernández    | San Martín (T) | definitivo |
| C        | Francisco Vazzoler |                | svincolato |
| D        | Nicolás Álvarez    |                | svincolato |
| D        | Gastón Martínez    | Villa Dálmine  | definitivo |
| P        | Lucas Álvarez      | Acassuso       | definitivo |
| C        | Martín Lucero      |                | svincolato |
| C        | Leonardo Baima     |                | svincolato |
| D        | Rodrigo Ayala      |                | svincolato |

## Risultati

### Primera B Nacional

#### Risultati
| Arbitro: | Mastrángelo |

|            |           |  |
| 33’ Acosta | Marcatori |  |

| Arbitro: | Tello |

|  |           |                          |
|  | Marcatori | Curuchet 7’ Curuchet 46’ |

| Arbitro: | Méndez Cedro |

|                              |           |             |
| 3’ (rig.) Cucchi 90’ Morales | Marcatori | Lentini 65’ |

| Arbitro: | López |

|                            |           |                    |
| 45+2’ Lentini 62’ Vazzoler | Marcatori | Jourdan 50’ (rig.) |

| Buenos Aires 1 ottobre 2018, ore 20:00 UTC-3 5ª giornata | Agropecuario | 0 – 0 referto | Chacarita Juniors | Stadio Ofelia Rosenzuaig\| Arbitro: \| Novelli \| |
| Arbitro:                                                 | Novelli      |               |                   |                                                   |

| Arbitro: | Falcón |

|  |           |                        |
|  | Marcatori | García 57’ Antilef 86’ |

| Arbitro: | Suárez |

|         |           |                          |
| 9’ Goux | Marcatori | Alderete 58’ Vismara 90’ |

| Arbitro: | Arasa |

|     |           |  |
| 22’ | Marcatori |  |

| Arbitro: | Broggi |

|                              |           |                         |
| 54’ (rig.) Lentini 88’ Baima | Marcatori | Vegetti 17’ Vegetti 66’ |

| Arbitro: | Ranciglio |

|                      |           |  |
| 40’ (aut.) Frezzotti | Marcatori |  |

| Buenos Aires 27 novembre 2018, ore 21:05 UTC-3 12ª giornata | Temperley | 0 – 0 referto | Chacarita Juniors | Stadio Alfredo Beranger\| Arbitro: \| Dóvalo \| |
| Arbitro:                                                    | Dóvalo    |               |                   |                                                 |

| Arbitro: | Lobo Medina |

|  |           |                          |
|  | Marcatori | Mieres 38’ Quinteros 65’ |

| Buenos Aires 2 febbraio 2019, ore 21:00 UTC-3 14ª giornata | Deportivo Morón | 0 – 0 referto | Chacarita Juniors | Stadio Nuevo Francisco Urbano\| Arbitro: \| Bocca \| |
| Arbitro:                                                   | Bocca           |               |                   |                                                      |

| Arbitro: | Suárez |

|  |           |                          |
|  | Marcatori | Imperiale 11’ Castro 14’ |

| Arbitro: | Ramírez |

|                       |           |             |
| 35’ Niell 51’ Anselmo | Marcatori | Lezcano 66’ |

| Arbitro: | Llobet |

|             |           |                                       |
| 52’ Álvarez | Marcatori | Miracco 40’ Miracco 45+1’ Miracco 72’ |

| Adrogué 2 marzo 2019, ore UTC-3 19ª giornata | Brown (A) | – referto | Chacarita Juniors | Estadio Lorenzo Arandilla |

## Statistiche
Statistiche aggiornate al 25 febbraio 2019.

### Statistiche di squadra
| Competizione     | In casa | In casa | In casa | In casa | In casa | In casa | In trasferta | In trasferta | In trasferta | In trasferta | In trasferta | In trasferta | Totale | Totale | Totale | Totale | Totale | Totale | DR  |
| Competizione     | G       | V       | N       | P       | Gf      | Gs      | G            | V            | N            | P            | Gf           | Gs           | G      | V      | N      | P      | Gf     | Gs     | DR  |
| ---------------- | ------- | ------- | ------- | ------- | ------- | ------- | ------------ | ------------ | ------------ | ------------ | ------------ | ------------ | ------ | ------ | ------ | ------ | ------ | ------ | --- |
| Segunda División | 8       | 2       | 1       | 5       | 6       | 13      | 8            | 1            | 3            | 4            | 4            | 8            | 16     | 3      | 4      | 9      | 10     | 22     | -12 |
| Totale           | 8       | 2       | 1       | 5       | 6       | 13      | 8            | 1            | 3            | 4            | 4            | 8            | 16     | 3      | 4      | 9      | 10     | 22     | -12 |

### Statistiche dei giocatori
| E. Alderete  | 13 | 1   | 1 | 0 |
| J. Álvarez   | 7  | 1   | 0 | 0 |
| L. Bruera    | 0  | 0   | 0 | 0 |
| N. Chávez    | 1  | 0   | 0 | 0 |
| G. Croci     | 2  | 0   | 0 | 0 |
| W. Gómez     | 8  | 0   | 1 | 0 |
| J. González  | 6  | 0   | 2 | 0 |
| Y. González  | 1  | 0   | 0 | 0 |
| G. Groba     | 6  | 0   | 0 | 0 |
| J. Ibáñez    | 5  | 0   | 1 | 0 |
| G. Lazarte   | 10 | 0   | 5 | 0 |
| R. Lentini   | 10 | 3   | 0 | 0 |
| L. Lezcano   | 7  | 1   | 0 | 0 |
| A.D. López   | 3  | 0   | 0 | 0 |
| A. Módula    | 6  | 0   | 1 | 0 |
| N. Montoya   | 1  | 0   | 1 | 0 |
| B. Ortíz     | 0  | 0   | 0 | 0 |
| G. Ré        | 12 | 0   | 1 | 0 |
| D. Rivero    | 10 | 0   | 1 | 0 |
| A. Robledo   | 4  | 0   | 1 | 0 |
| M. Sánchez   | 14 | 0   | 3 | 0 |
| G. Soto      | 10 | 0   | 1 | 0 |
| E. Tripodi   | 4  | -7  | 0 | 0 |
| J. Vera      | 3  | 0   | 2 | 0 |
| F. Vismara   | 16 | 1   | 2 | 0 |
| N. Álvarez   | 5  | 1   | 1 | 0 |
| R. Ayala     | 6  | 0   | 2 | 0 |
| L. Baima     | 8  | 1   | 0 | 0 |
| P. Fernández | 12 | -16 | 1 | 0 |
| G. Martínez  | 3  | 0   | 1 | 0 |
| M. Lucero    | 7  | 0   | 1 | 0 |
| N. Menéndez  | 11 | 0   | 1 | 0 |
| Y. Reyes     | 1  | 0   | 0 | 0 |
| F. Vazzoler  | 11 | 1   | 2 | 0 |